# Bruggmannia acaudata
Bruggmannia acaudata är en tvåvingeart som först beskrevs av Maia 2004.  Bruggmannia acaudata ingår i släktet Bruggmannia och familjen gallmyggor. Inga underarter finns listade i Catalogue of Life.